# Lucinda Riley
Lucinda Riley, nacida Lucinda Edmonds (Lisburn, 16 de febrero de 1965-11 de junio de 2021) fue una escritora irlandesa, autora de literatura popular, y también actriz.

## Biografía
Pasó los primeros años de su vida en la localidad de Drumbeg, cerca de Belfast, antes de trasladarse a Inglaterra. Con catorce años se mudó a Londres para estudiar dramatización y ballet. A los dieciséis años obtuvo su primer gran papel en televisión, una adaptación de The Story of the Treasure Seekers en la BBC. Le siguió una notable interpretación en la película Auf Wiedersehen, Pet. Durante unos años, siguió actuando, también tuvo tiempo para casarse, pero de pronto su carrera se vio interrumpida por un largo episodio de mononucleosis infecciosa a la edad de veintitrés años. 
Riley se volcó en la escritura y publicó su primera novela Lovers and Players («Amantes y jugadores») en 1992. En 2016 la productora Raffaella De Laurentiis compró los derechos de televisión de su quinta novela de la saga Las siete hermanas.

## Filmografía
- The Story of the Treasure Seekers (1982)
- Auf Wiedersehen, Pet (1983)
- Jumping the Queue (1989)

### Las siete hermanas
- Las siete hermanas: La historia de Maia (2014)
- La hermana tormenta: La historia de Ally (2015)
- La hermana sombra: La historia de Star (2016)
- La hermana perla: La historia de CeCe (2017)
- La hermana luna: La historia de Tiggy (2018)
- La hermana sol: La historia de Electra (2019)
- La hermana perdida: La historia de Mérope (2021)
- Atlas: La historia de Pa Salt (2023) (Póstumo)[6]